# 軟性色情大冒險
《軟性色情大冒險》是一款於1981年發行、在Apple II上運作的文字冒險成人遊戲，該作品由查理斯·班頓（Charles Benton）開發，On-Line Systems發行。多年以後，《軟性色情大冒險》啟發了《Leisure Suit Larry》這一系列的成人遊戲，以及該系列的首款遊戲《Leisure Suit Larry in the Land of the Lounge Lizards》，該款遊戲在1987年發行，基本上可謂《軟性色情大冒險》的圖像版本。

## 遊戲機制
玩家所扮演的遊戲主角是個運氣很差的派對動物，他必須找到一些道具才能讓他博得三位女郎的歡心。查理斯·班頓表示此遊戲的部分內容是依據自己的生活經歷改編，不過他並未具體說明是哪些內容。

## 開發
《軟性色情大冒險》最初由程式設計師查理斯·班頓以Applesoft BASIC撰寫，在Apple II上運作 ，班頓原本只是把它當成自學程式語言的練習之作，並沒有商業化的打算，不過Benton的朋友很喜歡這款遊戲，也鼓勵他自行發行，1981年，班頓在一場貿易展覽上出售了這款遊戲，他在那場活動中結識On-Line Systems的聯合創辦人兼總裁肯·威廉士，之後威廉士決定將這款遊戲以On-Line Systems旗下作品的名義發行。

### 宣傳
遊戲包裝的封面是三位在浴缸裡泡澡的裸體女性，以及一位端著托盤及酒杯的男服務生，這張照片是在肯·威廉士和羅伯塔·威廉士的家裡拍攝的。照片中的人自左至右分別是的製作經理戴安·席格（Diane Siegel）、的會計蘇珊·戴維斯（Susan Davis）、當地餐廳裡真正的服務生里克·齊普曼（Rick Chipman）以及羅伯塔·威廉士，這張照片的尺度讓這則廣告在當時被部分人士批評為不入流。此照片的攝影師是當地報紙的編輯布萊恩·威爾金森（Brian Wilkinson），他是肯·威廉士的熟人。威爾金森拍了幾十張照片後，才從中挑選出一張滿意的作為封面。
在《時代雜誌》的報導中附上了遊戲的封面照片，合眾國際社也報導了遊戲發行的消息。由於遊戲包含色情內容，班頓的母親、以及公司在科斯戈爾德的左鄰右舍都對遊戲加以譴責，公司也收到仇恨信件。的銷量約是數十萬台，而該遊戲總銷量約為五萬份，就比例而言可謂相當高。而且由於電腦商不想僅從購入這款遊戲，所以連帶使其它遊戲的銷量也雞犬升天。依據威廉士估計，在《軟性色情大冒險》的推波助瀾下，的銷售業績翻了一倍。而根據報導，班頓自己的感情生活也有所改善。
作為重要的廣告商，專門報導蘋果軟硬體產品的雜誌《Softalk》與雪樂山的關係十分密切，該雜誌在1981年九月號中刊登了該則廣告。在往後的一年內，雜誌的編輯部收到許多來信，信中指責那則廣告不適當、不道德。而該雜誌聲稱，支持發布該則廣告的讀者數量，是反對者數量的三倍。
《軟性色情大冒險》在開賣後幾個月便下架了。有些用戶希望能發行女性版本的遊戲，不過班頓找不到女性合作者。之後，班頓在雪樂山參與了幾款遊戲的製作，並在1985年離職，創立科技系統公司。

## 迴響
《Softline》雜誌指出，雅達利版本的《軟性色情大冒險》與普通的遊戲軟體相比，有著令人耳目一新的遊戲節奏，不過遊戲內容帶有性別歧視。雜誌指出「該遊戲強化了一項觀念，即所有的電腦怪人都是情感能力發展不全的男高中生或男大學生」，不過雜誌也稱讚這款遊戲令人上癮，很可惜作者沒有花時間讓它的程式運作得更漂亮一點。

## 影響
1986年，阿爾·羅威建議雪樂山可以用新技術重製《軟性色情大冒險》，肯·威廉士同意了。於是羅威用了《軟性色情大冒險》的部分元素，製作出《Leisure Suit Larry in the Land of the Lounge Lizards》。報導指出，羅威認為軟性色情「太過時了，應該穿休閒裝」，所以把遊戲命名為「休閒裝賴瑞」。
此遊戲的原始碼（包括以Applesoft BASIC撰寫的版本，以及以Pascal語言撰寫的版本）可以在網路上取得，之後，阿爾·羅威也在他自己的網站上發布了IBM PC版的原始碼，供人免費取用。
2013年，詹·克魯斯（Jan Kruse）將此遊戲從原先的Apple II非正式地移植到康懋達64。

## 外部連結
- 莫比游戏上的《Softporn Adventure》（英文）
- 阿爾·羅威（英语：Al Lowe）個人網站上的下載《軟性色情大冒險》 （页面存档备份，存于）